# Уильямс, Томас Лейтон
Томас Лейтон Уильямс (англ. Thomas Leighton Williams; 20 марта 1877, Бирмингем, Великобритания — 1 апреля 1946, Бирмингем, Великобритания) — английский прелат Римско-католической церкви, третий Архиепископ Бирмингема с 23 июня 1929 до кончины 1 апреля 1946 года. Ранее священник и президент колледжа Св. Чарльза в Оксфорде.

## Ранние годы
Джозеф Мастерсон родился в городе Бирмингем, Англия. Был старшим из девяти детей Джеймса Уильямса (1844—1928)б коммерческого перевозчика по профессии и его жены Эммы-Мари урождённой Лейтон (1846—1898). Он обучался в колледже Св. Уилфреда (1887—1893), а затем поступил в духовную семинарию Бирмингема. 24 августа 1900 года (23 года) рукоположен в сан в соборе Св. Чада, Кафедральном соборе Бирмингема, и отправлен изучать историю в колледже Христа в Кембридже. После завершения учёбы остался преподавать, но прослужил там только год и был уволен новым президентом колледжа за критику. Служил викарием в Сток-он-Тренте, затем три года преподавал в колледже Св. Эдмунда в Кембридже.
С 1909 кардинал Бёрн назначил Уильямса главой колледжа Св. Эдмунда. В это же время Уильямс служит капелланом вооруженных сил с 1916 года и помогает в госпитале. Затем его отправляют на передовую во время Первой мировой войны в 1918 году. В 1920 его демобилизовали и назначили президентом колледжа Св. Чарльза в Оксфорде — место проживания священников, обучающихся в университете. В 1922 году он занимает должность президента Коттон колледжа (откуда он был уволен предшественником). Не все решения Уильямса принимали с радостью, но он показал себя как волевой талантливый администратор и уже через 7 лет значительно улучшил инфраструктуру и увеличил количество студентов колледжа.

## Церковная карьера

### Архиепископ Бирмингема
Минуя должность епископа сразу объявлен 3-м архиепископом Бирмингема 23 июня 1929 (52 года). Церемонию епископской хиротонии вёл, архиепископ Вестминстера кардинал Борн, ему сослужил епископ Нортгемптона Дадли Кари-Элвес и епископ Плимута Джон Баретт. Вступил в должность 25 июля 1929 года.
В должности архиепископа ему пришлось решать проблемы, накопившиеся за время правления предшественников. Проявил себя как сильный лидер и таллантливый управленец. В его правление построено много новых школ, церквей, основаны новые приходы и другие организации.
Умер 1 апреля 1946 года (69 лет), находясь в должности. Скончался из-за осложнений связанных с обострившейся язвой желудка. Похоронен в пределе Св. Петра кафедрального собора Бирмингема 5 апреля.